# 登坂良作

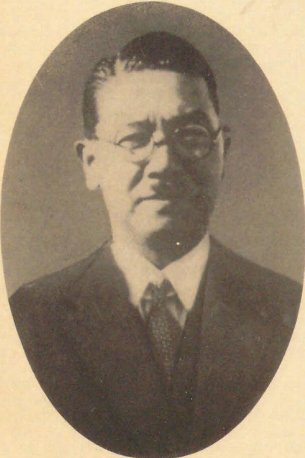
登坂良作

登坂 良作（とさか りょうさく、1891年（明治24年）1月4日 - 1982年（昭和57年）11月11日）は、日本の弁護士、政治家。衆議院議員、官選函館市長。

## 経歴
新潟県北蒲原郡新発田町立売町で登坂岩内の四男として生まれる。新潟県立新発田中学校、第二高等学校を経て、1917年4月、東京帝国大学法科大学（英法）を卒業。義兄堤清六が経営する堤商会（後のニチロ）に入って北洋漁業に携わりロシア帝国カムチャツカ州、千島列島に渡航した。
1918年12月、函館区で弁護士を開業。以後、函館市会議員、同議長、北海道会議員、同参事会員、(財) 相馬報恩会理事長、全国人権擁護委員会連合会理事などを務めた。
1935年7月、北海道第三区の第18回衆議院議員総選挙補欠選挙に当選。1936年2月の第19回総選挙でも当選し、衆議院議員を二期務めた。
1942年6月、函館市長に就任。戦時下の対応に尽力。戦後、東雲町に新庁舎を建設し市役所を移転させるなど、市の復興に尽くし、1946年5月、市長を一期務めて退任した。後に公職追放となった。
公職追放解除後に函館短期大学学長に就任した。

## 親族
- 妻 登坂ハル（堤清六の妹）[3]